# Jean du Beton
Jean du Beton ou de Beton, mort très probablement au début de l'année 1378, est un prélat savoyard de la fin du XIVe siècle, issu de la famille de La Rochette. Il est archevêque de Tarentaise (1365-1378), sous le nom Jean IV.

## Biographie

### Noms et origines
Il est dit Jean du Beton (de Bitumine) dans les documents. Cette forme est utilisée notamment par l'abbé Joseph-Antoine Besson (1759), de même que les auteurs ou historiens à sa suite : le chanoine Frédéric Richermoz (1928), l'abbé Félix Bernard (1958), l'archiviste paléographe Jacqueline Roubert (1961) ou encore l'historien Jean-Pierre Leguay (1984). Une seconde forme, Jean de Betton, se rencontre chez l'archiviste et historien Bruno Galland (1998) ou encore le site Internet anglophone catholic-hierarchy.org.
Joseph-Antoine Besson (1759) le donne pour « gentilhomme de Chambéry, frère de Pierre, seigneur de la Rochette »,. Il appartiendrait dès lors à la famille de La Rochette. L'historien Félix Bernard (1958) indique qu'il serait le fils de Guigon de La Rochette de Chamoux et aurait pour frères Pierre, ainsi que Thibaud. Galland (1998) le dit simplement « originaire d'une famille de Chambéry qui possédait la seigneurie de la Rochette ».

### Épiscopat
Jean est élu aux « environs des fêtes de Pâques 1365 », nous dit Besson,. Il monte sur le trône archiépiscopal de Tarentaise, le dimanche 29 juin,. Les premiers jours de son introduction sont connus par l'intermédiaire d'un journal dont Besson donne quelques extraits. Ainsi la cérémonie du 29 juin se déroule en présence de sa suite, constituée notamment de ses vassaux, Jean de Beaufort, Pierre et Rodolphe de Serraval, des Chanoines, des représentants de la cité de Moûtiers, , etc., Sont également présents de nombreux nobles de la région, dont son frère, Pierre de la Rochette, ou encore le Bâtard de Savoie, (probablement le bailli Humbert).
Les travaux de Galland ont permis de découvrir une confirmation du pape Urbain V, datée du 10 mars 1365. Alors que la tradition donnait mars 1365, le Carême, pour date de mort de l'archevêque Jean de Bertrand,, la chronologie semble dès lors modifiée.
Le 12 mai, le nouvel archevêque reçoit de l'empereur Charles IV, dont il est un vassal direct, le « diplôme confirmant ceux concédés par ses prédécesseurs ». Le contexte est toutefois particulier puisque le même jour l'empereur fait du comte de Savoie, Amédée VI son représentant régional (vicarii imperii, Reichsvikar), ce qui veut dire qu'il a désormais toute autorité sur les diocèses dont celui de Tarentaise,. Cette situation pourrait être une cause de tensions entre les deux princes. Toutefois, comme le fait remarquer Roubert (1961), Jean est un sujet du comte et s'accommode de la situation. Il prête « de bonne grâce » serment de fidélité au comte le 7 février 1366,. En 1367, le comte ordonne à « ses officiers de maintenir l'Église de Tarentaise dans ses droits, usages et juridiction ». Galland (1998) décrit l'archevêque comme « un fidèle serviteur de la politique comtale ».
Jacqueline Roubert (1961) souligne que l'archevêque Jean IV se comporte comme « un gentilhomme ou un grand propriétaire féodal, voyageant sans cesse, parfois pour visiter les paroisses de son diocèse, mais le plus souvent pour aller voir le comte de Savoie ». Philippe Paillard (1983), directeur des services d'archives de la Savoie, dans une notice, reprend les mots de l'historien Victor Flour de Saint-Genis pour le décrire « il passa les treize années de son épiscopat en voyages, en fêtes, en festins, ne faisant dans son diocèse que de courtes apparitions avec force chevauchées de chevaliers et de chanoines, les uns de Chambéry, les autres d'Aoste ou de Suze. »

### Mort et succession
Jean semble mourir en novembre 1378, toujours selon Besson, information reprisr par les historiens Bernard (1958) et Galland (1998).
Roubert (1961) donne cependant l'année 1368. Elle reprend pour cela les travaux du chanoine Richermoz, auteur de l'ouvrage Diocèse de Tarentaise , des origines au Concordat de 1802, paru en 1928. Le chanoine Richermoz indiquait ainsi qu'un certain Jean de Rotariis aurait succéder à Jean du Betton, bien que Besson ne le mentionne pas,. Pour se justifier, il précisait, en note de bas de page, « Cependant l'inventaire des anciens titres de l'archevêché (Ac. Val. d'Is. Doc., 1, p. 708) mentionne expressément Jean de Rotariis comme ayant fait renouveler des reconnaissances rière la Bâthie en 1369 », ajoutant à propos de Besson, « les extraits de la chronique de l'épiscopat de Jean du Béton [...] s'arrêtent au mois de mai 1368 ». Il concluait ainsi « Jean du Beton a donc pu mourir cette année-là et avoir pour successeur, l'année suivante, Jean de Rotariis. Il est vrai que Besson place expressément la mort de Jean du Béton au 30 nov. 1378 ; mais, si l'on observe que les deux prélats portaient le même prénom, on comprend que Besson a pu attribuer cette date à Jean du Béton, alors qu'elle se rapportait à son successeur ».
Galland (1998) considère que « Cette distinction entre les deux archevêques me paraît tout à fait suspecte. D'une part, on ne trouve aucune provision de l'archevêché en 1368-1369 dans les lettres communes d'Urbain V, [...]  D'autre part et surtout, on ne conserve trace d'aucun payement de communs services entre le 26 mars 1365 (services de Jean de Béton) et le 21 février 1379 (services de son successeur Humbert de Villette) ».
Jean IV aurait ainsi pour successeur, Humbert de Villette, et non Jean de Rotariis comme certains auteurs ont pu le penser.